# TV Nova
TV NOVA je lokalna televizija grada Pule koja je s emitiranjem započela 26. travnja 1996. godine. Od svoga nastanka do danas TV NOVA bila je dio gotovo svih udruga lokalnih televizija u Hrvatskoj: Mreže, CCN-a, NUT-a i Kanala 5.
TV NOVA se emitira preko dva odašiljača; na 40. i 63. kanalu UHF-a i svojim signalom pokriva južnu Istru.

## Vanjske poveznice
- Službene stranice TV NOVE